# Філарет (Панайотов)
Митрополит Філарет (болг. Филарет Ловчански); 26 жовтня 1901, Варна — 28 червня 1960, Ловеч) — єпископ Православної церкви Болгарії, митрополит Ловчанський.

## Біографія
Середню освіту здобув у Варні. У 1924 зарахований на Богословський факультет Софійського університету святого Климента Охридського, який закінчив у 1928.
Після цього повернувся до Варни, де протягом декількох років був штатним парафіяльним проповідником.
30 січня 1932 пострижений у чернецтво митрополитом Симеоном. На наступний день висвячений у сан ієродиякона. 22 червня 1933 висвячений у сан ієромонаха.
Пізніше стає протосингелом митрополита Неврокопського Макарія.
На Великдень 1934 возведений у сан архімандрита.
Рік спеціалізувався на канонічному праві в Страсбурзі, Франція.
27 листопада 1938 в кафедральному храмі-пам'ятнику святого Олександра Невського хіротонізований на єпископа Знепольского. Призначений вікарієм митрополита Софійського Стефана.
4 червня Священним синодом був затверджений митрополитом Ловчанським.
У 1941-1945 тимчасово керував Бітольсько-Охридською єпархією.
Залишивши по собі добру пам'ять у своїй єпархії, він спочив 28 червня 1960 і був похований у дворі кафедрального Троїцького собору.